# Georg von Rheinbaben
Georg Kreuzwendedich baron von Rheinbaben (né le 21 août 1855 à Francfort-sur-l'Oder et mort le 25 mars 1921 à Düsseldorf) est un ministre prussien de l'Intérieur et des Finances.

## Origine
Ses parents sont le major prussien Gustav von Rheinbaben (1817-1866) et sa femme Klara, née von Gerlach (1825-1895). Elle est la fille du chef de la police berlinoise Karl von Gerlach. Son père est mort en tant que commandant de bataillon dans le 8e régiment de grenadiers pendant la guerre austro-prussienne.

## Biographie
Après des études d'économie aux universités de Heidelberg et de Berlin (1873-1876) et un service dans un régiment d'uhlans, il entame une carrière d'officier d'administration prussien. Cela le conduit au ministère des Finances en 1885, où il est promu au Conseil secret des finances et au Conseil des conférences en 1889, au Conseil supérieur secret des finances en 1892, et devient finalement un employé important du ministre des Finances Johannes von Miquel.
En 1896, von Rheinbaben passe à la tête de la présidence du gouvernement de Düsseldorf, où il se distingue notamment par la création de l'inspection nationale du logement, une institution qui, à son exemple, est finalement introduite dans toute la Prusse.
En 1899, von Rheinbaben est nommé ministre prussien de l'Intérieur et son ami et bienfaiteur von Miquel en fait systématiquement son successeur. Après la démission de Miquel du poste de ministre des Finances en 1901, Rheinbaben lui succède pratiquement sans contestation à ce poste, qu'il dirige pendant dix ans jusqu'en 1910. Dans l'ensemble, son administration est couronnée de succès et lui donne une influence politique croissante. Parmi les actions de Rheinbaben en tant que ministre des Finances, il faut notamment souligner la réorganisation des salaires des fonctionnaires. De plus, il est très apprécié en raison de sa gestion avisée des difficultés économiques, avec leurs conséquences parfois graves pour les finances de l'État, ainsi que les crises politiques intérieures et extérieures de l'ère Bülow.
Le chancelier Theobald von Bethmann Hollweg profite finalement de l'échec de la réforme du suffrage à trois classes prussien, que Rheinbaben a contribué à défendre, ainsi qu'une vive polémique entre Rheinbaben avec le chef de la Deutsche Bank, Arthur von Gwinner (de), dans la chambre des seigneurs de Prusse, à propos de la politique d'emprunt prussien-allemande et les principes des finances publiques, pour écarter son rival du cabinet en 1910.
Rheinbaben prend à la place la présidence de la province de Rhénanie. En 1911, il est nommé à la chambre des seigneurs de Prusse avant de prendre sa retraite en 1918.
À partir de 1912, Rheinbaben est président fondateur de l'association du musée du Rhin de Coblence (de) et de 1913 à 1920 président de la Société Goethe. Après sa mort en 1921, il est enterré au cimetière du Nord de Düsseldorf.

## Famille
En 1885, von Rheinbaben épouse Hedwig von Liliencron (1854-1938), fille du germaniste et historien de la musique Rochus von Liliencron (1820-1912), au couvent Saint-Jean de Schleswig (de). De leur mariage sont nés entre autres l'écrivain Rochus von Rheinbaben (de) (1893-1937), ainsi que les filles Gustava Hanna von Rheinbaben (1887-1980) et Gertrud (Gerda) von Rheinbaben (1888-1949). Ses gendres comprennent Alexander von Lettow-Vorbeck (1881-1914), l'avocat Trabart Freiherr von und zu der Tann-Rathsamhausen (1894-1979) et Mathew Elting Hanna (1873-1936), l'ambassadeur des États-Unis au Guatemala en tant qu'époux de sa première fille et les officiers SS Anton von Hohberg und Buchwald (1885-1934) et Horst von Blumenthal (1882-1963) en tant qu'époux de sa deuxième fille. Son fils Rochus von Rheinbaben épouse Erika von Seydewitz, avec qui il a un fils (Georg-Kreuzwendedich Max Richard Kuno, 1926-1985) et une fille (Uta Coraly, née en 1930). Georg-Kreuzwendedich épouse Genoveva Abdala et a quatre enfants avec elle (Richard Kreuzwendedich 1960, Rolf Rochus 1961, Marieluise Erika Isabel 1965 et Constanze Hedwig 1966).
Un cousin de Rheinbaben du côté de sa mère est l'homme politique et écrivain pacifiste Hellmut von Gerlach (1866-1935), un neveu de l'homme politique du DVP Werner von Rheinbaben (de).

## Récompenses et honneurs
Rheinbaben a un doctorat honorifique en médecine de l'Université de Berlin, un doctorat honorifique en ingénierie de l'Université d'Aix-la-Chapelle et est citoyen d'honneur de Düsseldorf (de). Il reçoit également l'Ordre de l'Aigle noir (1907), avec une collier (1908), l'Ordre de l'Aigle rouge de 3e classe avec un ruban (1894), la Croix de fer de 2e classe (1915), la médaille de la Croix-Rouge de 3e classe et le prix du service de la Landwehr. Il est en outre 1er membre d'honneur de l'association rhénane pour les petits logements et doyen de la cathédrale de Mersebourg.
En 1905, une Rheinbabenallee est aménagée à Berlin dans un quartier résidentiel créé par le développement d'une propriété de l'État qui est autrefois également administrée par le ministère des Finances ; les rues sont nommées d'après les ministres prussiens de l'époque, et une Miquelstrasse est également à proximité.
La ville de Krefeld doit au baron von Rheinbaben l'agrandissement du port de Linn et le soutien à l'expansion de la ville. Le baron von Rheinbaben est fait le 27 mars 1918 cidtoyen d'honneur de la ville de Krefeld. Aujourd'hui, la Rheinbabenstraße à Linn, un prolongement de la Hafenstraße menant au port du Rhin, rappelle le souvenir de Rheinbaben.
À Bottrop et Gladbeck, le puits Professor 3/4 est renommé en puits Rheinbaben en l'honneur du baron. Aujourd'hui, seule la Rheinbabenstraße à Bottrop, qui mène directement aux anciens locaux de l'usine, rappelle cette mine.
À Wesel, le premier pont routier fixe construit pendant la Première Guerre mondiale s'appelle Rheinbabenbrücke.
À Bad Salzig (dans la vallée de la Loreley) en 1912, l'une des rues le long du Rhin est nommée d'après von Rheinbaben Rheinbabenallee.
À l'occasion de sa démission de cette fonction, il est nommé citoyen d'honneur de Duisbourg le 4 mars 1918, afin de donner un "signe durable de profonde gratitude pour les services inoubliables" qu'il avait rendus à la patrie et à sa province d'origine en occupant de hautes fonctions étatiques.

## Œuvres (sélection)
- Philipp Zorn, Herbert von Berger (Schriftleitung): Deutschland unter Kaiser Wilhelm II. Hrsg. von Siegfried Körte, Friedrich Wilhelm von Loebell, Georg von Rheinbaben u. a. 3 Bände. R. Hobbing, Berlin 1914.